# Shraga Elam
Shraga Elam (* 28. Oktober 1947 in Haifa) ist ein israelischer Journalist.

## Leben
Elam lebt seit 1979 in Zürich, ist verheiratet und hat zwei Kinder. Sein Vater Julius Sündermann musste aus Deutschland fliehen.
Er hat sich auf den Israel-Palästina-Konflikt und Finanzaffären sowie auf historische Forschungen zu NS-Zionismus-Beziehungen, zur Rolle der Jewish Agency in der Zeit des Nationalsozialismus sowie zur Rolle der Schweiz im Zweiten Weltkrieg| spezialisiert. 2004 wurde dem fünfköpfigen Team der Australian Financial Review, dem auch Elam angehörte, der australische Journalistenpreis Gold Walkley Award für Enthüllungen über Schweizer Konten australischer Prominenter bei einer israelischen Bank zuteil.
Mit seinen Publikationen zum Schweizer Polizeihauptmann Paul Grüninger stellte er sich gegen dessen aus seiner Sicht ungerechtfertigte Heroisierung, u. a. durch den Schweizer Historiker Stefan Keller.

## Schriften
- Hitlers Fälscher – Wie jüdische, amerikanische und Schweizer Agenten der SS beim Falschgeldwaschen halfen. Überreuter Verlag, Wien 2000, ISBN 3-8000-3757-2.
- Zusammen mit Sebastian Speich, Fred David: Die Schweiz am Pranger. Banken, Bosse und die Nazis. Ueberreuter, Wien, Frankfurt/Main 1999 ISBN 3706403374.
- Paul Grüninger – Held oder korrupter Polizist und Nazi-Agent? Eine Interpretation zum Fall Grüninger und über die Verlogenheit der "neuen" Schweizer Historiker. Pro Libertate, Bern 2003, ISBN 978-3-9521945-5-3.